# Centro (singolo)
Centro è un singolo del rapper italiano MadMan, pubblicato il 26 gennaio 2018 come secondo estratto dal terzo album in studio Back Home.
Il singolo ha visto la partecipazione vocale del rapper e cantante Coez.

## Classifiche
| Classifica (2018) | Posizione massima |
| ----------------- | ----------------- |
| Italia            | 10                |